# Bruce Medal

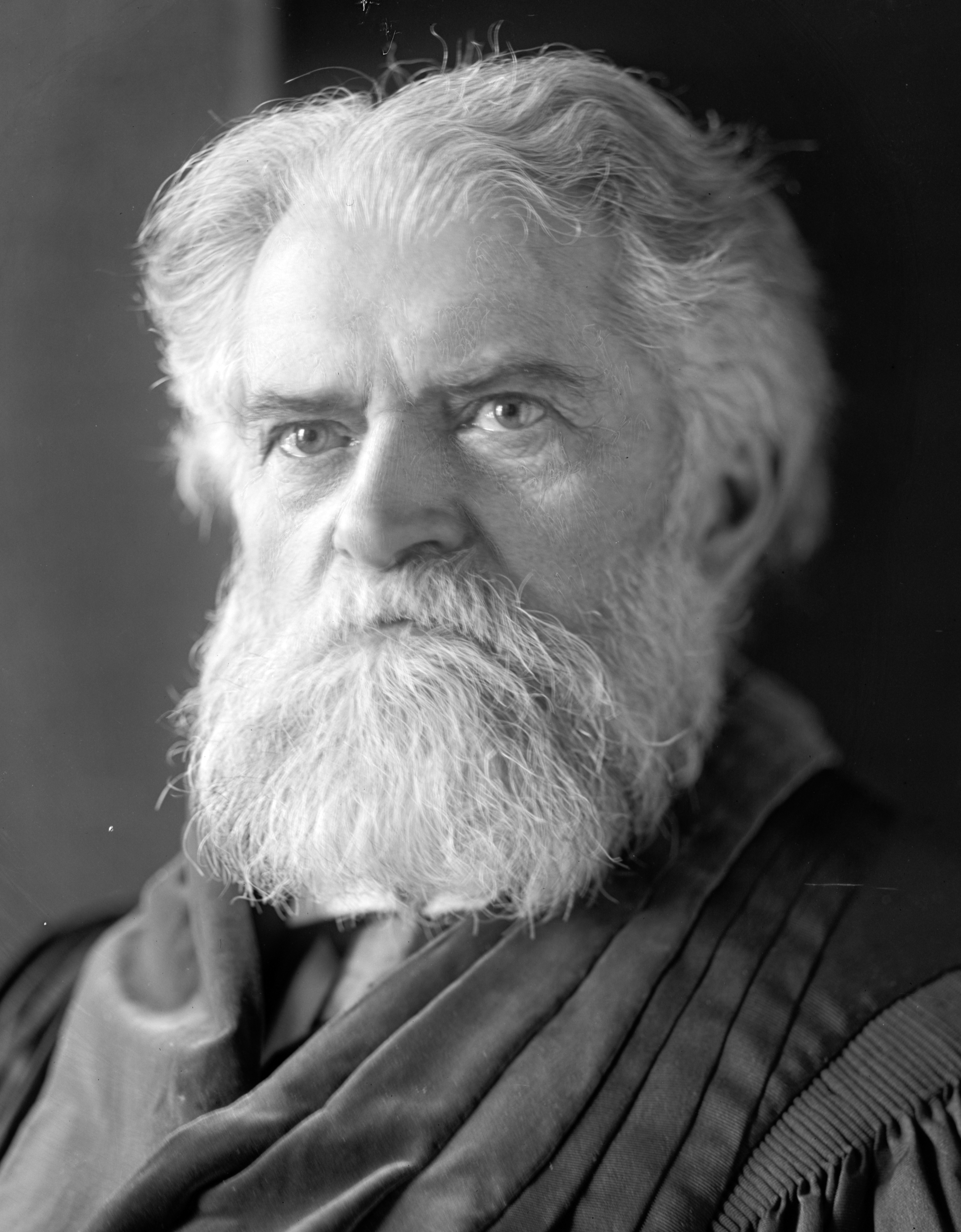
Simon Newcomb won de eerste Bruce Medal in 1898

De Bruce Medal is een prijs die ieder jaar door de Astronomical Society of the Pacific wordt toegekend voor een "levenslange bijdrage aan de astronomie". De prijs is vernoemd naar Catherine Wolfe Bruce, die veel geld beschikbaar stelde voor de astronomie. 

## Winnaars
De winnaars van de medaille waren:

### 20e eeuw
- 1898 Simon Newcomb
- 1899 Arthur Auwers
- 1900 David Gill
- 1902 Giovanni V. Schiaparelli
- 1904 William Huggins
- 1906 Hermann Carl Vogel
- 1908 Edward Charles Pickering
- 1909 George William Hill
- 1911 Henri Poincaré
- 1913 Jacobus C. Kapteyn
- 1914 Oskar Backlund
- 1915 William Wallace Campbell
- 1916 George Ellery Hale
- 1917 Edward Emerson Barnard
- 1920 Ernest W. Brown
- 1921 Henri A. Deslandres
- 1922 Frank W. Dyson
- 1923 Benjamin Baillaud
- 1924 Arthur Stanley Eddington
- 1925 Henry Norris Russell
- 1926 Robert Aitken
- 1927 Herbert Hall Turner
- 1928 Walter Adams
- 1929 Frank Schlesinger
- 1930 Max Wolf
- 1931 Willem de Sitter
- 1932 John S. Plaskett
- 1933 Carl Charlier
- 1934 Alfred Fowler
- 1935 Vesto Slipher
- 1936 Armin Leuschner

- 1937 Ejnar Hertzsprung
- 1938 Edwin Hubble
- 1939 Harlow Shapley
- 1940 Frederick H. Seares
- 1941 Joel Stebbins
- 1942 Jan H. Oort
- 1945 E. Arthur Milne
- 1946 Paul Merrill
- 1947 Bernard Lyot
- 1948 Otto Struve
- 1949 Harold Spencer Jones
- 1950 Alfred H. Joy
- 1951 Marcel Minnaert
- 1952 Subramanyan Chandrasekhar
- 1953 Harold D. Babcock
- 1954 Bertil Lindblad
- 1955 Walter Baade
- 1956 Albrecht Unsöld
- 1957 Ira S. Bowen
- 1958 William W. Morgan
- 1959 Bengt Strömgren
- 1960 Viktor Hambartsoemian
- 1961 Rudolph Minkowski
- 1962 Grote Reber
- 1963 Seth Barnes Nicholson
- 1964 Otto Heckmann
- 1965 Martin Schwarzschild
- 1966 Dirk Brouwer
- 1967 Ludwig Biermann
- 1968 Willem Jacob Luyten
- 1969 Horace W. Babcock

- 1970 Fred Hoyle
- 1971 Jesse Greenstein
- 1972 Iosif S. Shklovskii
- 1973 Lyman Spitzer
- 1974 Martin Ryle
- 1975 Allan Sandage
- 1976 Ernst Öpik
- 1977 Bart Jan Bok
- 1978 Hendrik C. van de Hulst
- 1979 William Fowler
- 1980 George Herbig
- 1981 Riccardo Giacconi
- 1982 Margaret Burbidge
- 1983 Jakov Borisovitsj Zeldovitsj
- 1984 Olin C. Wilson
- 1985 Thomas G. Cowling
- 1986 Fred L. Whipple
- 1987 Edwin E. Salpeter
- 1988 John G. Bolton
- 1989 Adriaan Blaauw
- 1990 Charlotte E. Moore Sitterly
- 1991 Donald Osterbrock
- 1992 Maarten Schmidt
- 1993 Martin Rees
- 1994 Wallace Sargent
- 1995 P. James E. Peebles
- 1996 Albert E. Whitford
- 1997 Eugene N. Parker
- 1998 Donald Lynden-Bell
- 1999 Geoffrey R. Burbidge

### 21e eeuw
- 2000 Rashid A. Sunyaev
- 2001 Hans A. Bethe
- 2002 Bohdan Paczynski
- 2003 Vera C. Rubin
- 2004 Chushiro Hayashi
- 2005 Robert Kraft
- 2006 Frank J. Low
- 2007 Martin Harwit
- 2008 Sidney van den Bergh
- 2009 Frank H. Shu
- 2010 Gerald Neugebauer
- 2011 Jeremiah P. Ostriker

- 2012 Sandra Faber
- 2013 James E. Gunn
- 2014 Kenneth Kellermann
- 2015 Douglas N. C. Lin
- 2016 Andrew Fabian
- 2017 Nick Scoville
- 2018 Tim Heckman
- 2019 Martha P. Haynes
- 2021 Bruce Elmegreen
- 2022 Ellen Zweibel
- 2023 Marcia Rieke
- 2024 Chryssa Kouveliotou